# Uroplatus fimbriatus
Il geco coda a foglia comune (Uroplatus fimbriatus (Schneider, 1792)) è un sauro della famiglia Gekkonidae, endemico del Madagascar.